# Dan ružičaste vrpce
Dan ružičaste vrpce humanitarna je akcija čiji je glavni cilj upozoriti na važnost ranog otkrivanja raka dojke, jer se 90%  oboljelih žena može izliječiti ako se bolest otkrije u početnom stadiju. Ovu manifestaciju u Hrvatskoj organizira Hrvatski forum protiv raka dojke "Europa Donna" i u Hrvatskoj se održava prve subote u listopadu.
U svijetu od raka dojke godišnje oboli 1,3 milijuna žena, a umre ih 458 tisuća. U europskim se zemljama svake dvije minute otkrije jedan slučaj raka dojke dok svakih šest minuta zbog te bolesti umre jedna žena. Smatra se da će od raka dojke oboljeti jedna od deset žena.
Cijeli je mjesec listopad posvećen borbi protiv raka dojke. 
Tijekom akcije upozorava se i na nužnost dostupnijih mamografskih pregleda, te bolju zdravstvenu zaštitu žena.
- 7. listopada 2006. akcija se održala u Zagrebu i u 32 hrvatska veća grada po sedmi put.

- 6. listopada 2007. slogan akcije bio je "Korak ispred", a održavala se u Zagrebu i u 50 hrvatskih gradova. U 2006. godini od raka dojke umrlo je 830 žena.

- 4. listopada 2008. akcija je obilježena šetnjom gradskim ulicama u više hrvatskih gradova. Od raka dojke 2007. godine u Hrvatskoj je umrla 861 žena, a prema podatcima Hrvatskog zavoda za javno zdravstvo u 2006. godine registrirane 2203 novooboljele žene. Slogan ovogodišnje akcije bio je "Više od riječi".

- 2. listopada 2010. na Cvjetnom trgu obilježen je Dan ružičaste vrpce. Rak dojke u Hrvatskoj najčešća je zloćudna ženska bolest i najčešći uzrok smrti, a smatra se da će od nje oboljeti jedna od deset žena. Redovitim mamografskim pregledima obuhvaćene su žene od 50 do 69 godina. Dosadašnji odaziv bio je oko 60 posto, a na taj je način otkriveno 1581 karcinoma.[1]

- 1. listopada 2011. u više od 30 hrvatskih gradova održala se akcija usmjerena na podizanje svijesti o raku dojke. Ovogodišnjom se akcijom tražilo donošenje Nacionalnog programa za liječenje raka dojke. Deklaracija Europskog parlamenta iz ožujka 2010. obvezuje članice Europske unije da se osnuju specijalizirani centri s multidisciplinarnim pristupom prema kriterijima Europske unije do 2016., a svrha je smanjiti smrtnost oboljelih žena od raka dojke za 20%. Iako je rak dojke najčešći u žena između 50 i 69 godina, iz godine u godinu sve je više i mladih žena s tom dijagnozom pa posljednji podatci Hrvatskog zavoda za javno zdravstvo (HZJZ) pokazuju da je 2008. bilo 11 oboljelih žena u dobi od 25 do 29 godina, 26 u dobi od 30 do 34 godine, a 59 žena između 35 i 39 godina.[2] U Hrvatskoj se godišnje otkrije 2300 novih slučajeva te bolesti, a smrtnost je 900 žena godišnje.[3]

- 3. listopada 2015. u Hrvatskoj se Dan ružičaste vrpce obilježio po šesnaesti put, posvećen prevenciji i ranom otkrivanju raka dojke, u organizaciji Hrvatskog foruma protiv raka dojke Europa Donna.  U Zagrebu su brojni sudionici sudjelovali u povorci od zagrebačkog HNK, Masarykovom i Teslinom ulicom do Cvjetnog trga, gdje je organizirana humanitarna akcija za prikupljanje sredstava za kupnju uređaja za intraoperativno zračenje, koji će ženama olakšati terapiju jer će im, umjesto svakodnevnih dolazaka, omogućiti jednokratno zračenje. U Hrvatskoj od raka dojke godišnje oboli oko 2500 žena, a umre ih oko tisuću. Od te zloćudne bolesti oboli svaka deseta žena u Hrvatskoj, pa je cilj takvih akcija osvješćivanje javnosti o potrebi redovitih pregleda dojke.[4]

## Vanjske poveznice
- PLIVAzdravlje - Zloćudni tumor dojke